# Ctenitis apicalis
Ctenitis apicalis är en träjonväxtart som först beskrevs av Bak., och fick sitt nu gällande namn av Harvey Eugene Ballard. Ctenitis apicalis ingår i släktet Ctenitis och familjen Dryopteridaceae. Inga underarter finns listade.